# Misumenoides rubrithorax
Misumenoides rubrithorax är en spindelart som beskrevs av Lodovico di Caporiacco 1947. Misumenoides rubrithorax ingår i släktet Misumenoides och familjen krabbspindlar.
Artens utbredningsområde är Guyana. Inga underarter finns listade i Catalogue of Life.